# Clube esportivo

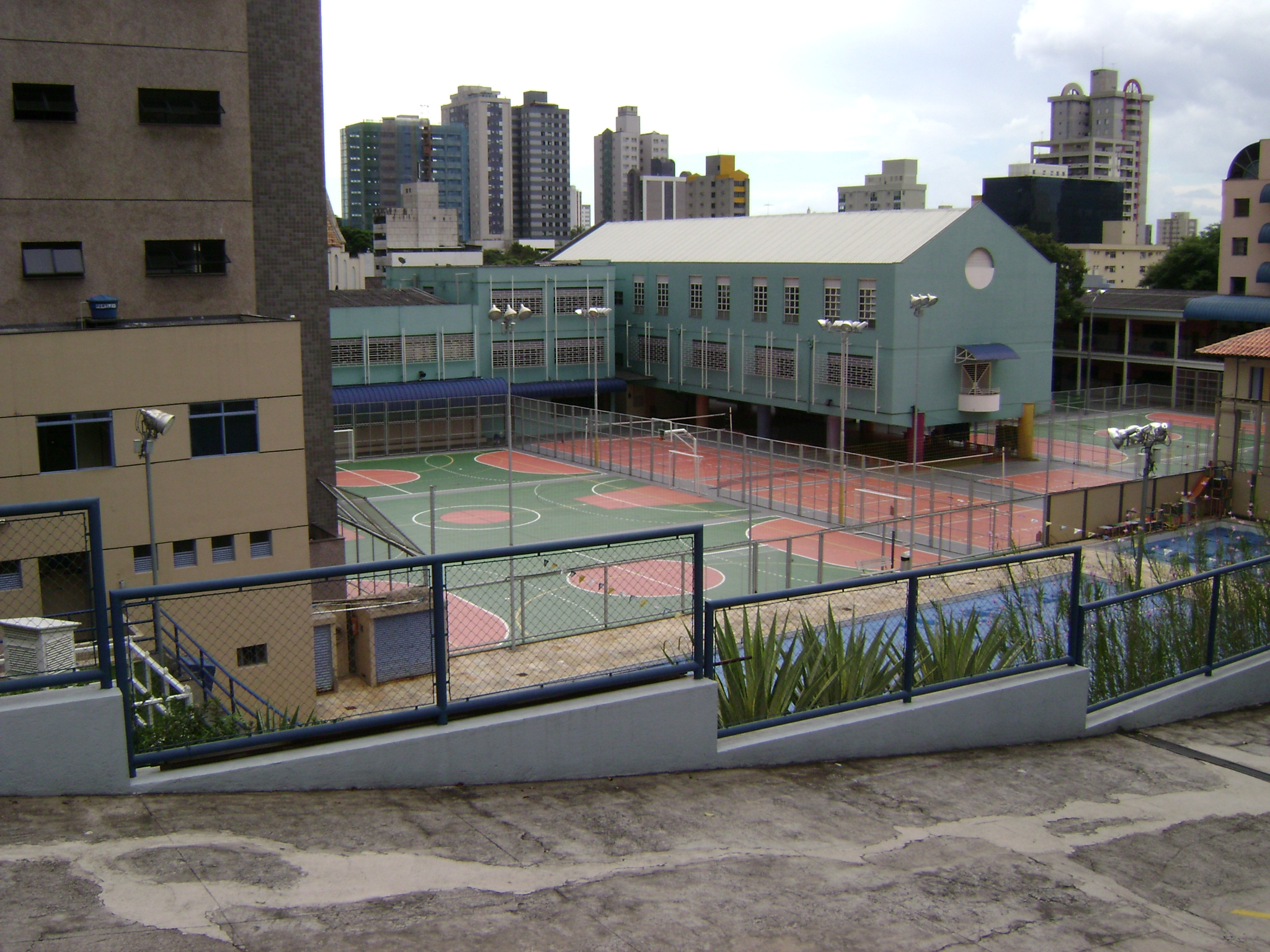
Um clube esportivo em Belo Horizonte

Um clube esportivo (português brasileiro) ou clube desportivo (português europeu) é um grupo de pessoas formado com o propósito de praticar desportos, sendo por vezes conhecidos através do nome sociedade desportiva ou associação desportiva.
Os clubes desportivos variam de organizações sem fins lucrativos ou empresa que possuem uma estrutura e equipas, profissionais ou amadoras, de atletas que praticam vários desportos, sejam eles individuais ou coletivos.
Os clubes amadores podem jogar com outros clubes semelhantes ocasionalmente, assistidos principalmente por familiares e amigos. Já as grandes organizações comerciais com jogadores profissionais têm equipas que competem regularmente contra outros clubes, conseguindo atrair por vezes grandes multidões de espectadores pagantes. Os clubes podem ser dedicados a uma única modalidade ou a vários desportos (clubes multiesportivos).
O movimento Turners de Friedrich Ludwig Jahn, realizado pela primeira vez no Volkspark Hasenheide em Berlim em 1811, deu origem aos clubes desportivos modernos.

## Organização
Os clubes desportivos maiores são caracterizados por terem departamentos profissionais e amadores em vários desportos, como futebol, basquetebol, futsal, voleibol, andebol, hóquei em patins, polo aquático, rugby, atletismo de pista e campo, boxe, beisebol, críquete, ciclismo, tênis, remo, ginástica e outros, incluindo desportos menos tradicionais, como airsoft, paintball, bilhar, boliche, e-sports ou orientação. As equipas e atletas pertencentes a um clube desportivo podem competir em várias ligas, campeonatos e torneios diferentes usando as mesmas cores do clube e usando o mesmo nome do clube, compartilhando também a mesma base de adeptos, funcionários e instalações do clube.
Muitos clubes desportivos profissionais têm um sistema de associados em que os torcedores afiliados pagam uma taxa de anuidade. Nesses casos, os torcedores se tornam elegíveis para assistir às partidas e exibições do clube em casa durante toda a temporada e têm o direito de praticar quase todos os tipos de desporto nas instalações do clube. Taxas de associados registrados, bilhetes dos jogos, contratos de patrocínio, merchandising de equipa, direitos de TV e taxas de transferência de atletas/jogadores são geralmente as principais fontes de receita e financiamento do clube desportivo.
Além disso, há clubes desportivos, ou suas equipas, que são listados publicamente - vários clubes profissionais de futebol europeus pertencentes a um clube multiesportivo maior são exemplos disso (ou seja, SADs portuguesas (Sociedade Anónima Desportiva) como Sport Lisboa e Benfica, Sporting Clube de Portugal e Futebol Clube do Porto ou SADs espanholas (Sociedad Anónima Deportiva) Real Zaragoza e Real Betis Balompié, bem como clubes italianos como Società Sportiva Lazio SpA.

## Associação
No campo dos desportos competitivos de clubes, um atleta normalmente será registrado em apenas um clube para uma determinada modalidade e competirá por esse clube exclusivamente durante a duração de uma competição ou temporada. Exceções a isso incluem trocas e transferências de jogadores, acordos de empréstimo de atletas e atletas em teste não vinculados. Quando um atleta compete em várias disciplinas, ou quando a filiação ao clube tem aspectos sociais ou de treinamento, como clubes desportivos locais, os atletas podem se registrar em vários clubes.
A associação múltipla é mais comum no caso de desportos individuais, como o desporto de atletismo, onde um corredor de longa distância pode competir por uma equipa de atletismo, bem como por uma equipa de corrida de rua, e também ter outra associação em um clube esportivo local para fins de treinamento. Alguns órgãos desportivos nacionais exigem que um atleta declare uma ordem de prioridade de associação ao seu clube, descrevendo qual clube tem a reivindicação mais alta ou primeira sobre os serviços do atleta.